# Bronka (rzeka)
Bronka – rzeka we wschodniej Polsce o długości około 19 km., prawobrzeżny dopływ Nurca.
Wypływa na wschód od Grabowca, a uchodzi do Nurca powyżej Brańska.
W znacznym stopniu uregulowana. Średnia szerokość lustra wody wynosi 4 m, a głębokość około 0,7 m. Rzeka płynie głównie wśród pastwisk. Brzegi koryta porośnięte są zwartą roślinnością wynurzoną. Podłoże stanowi głównie piasek z niewielkim udziałem kamieni i żwiru. Brak nadbrzeżnych drzew.
Prawy dopływ Bronki: Panasówka.
Miejscowości nad Bronką: Brześcianka, Bujnowo, Załuskie Kościelne.